# Super Daddy Yeol
Super Daddy Yeol (en hangul, 슈퍼대디 열)  es una serie de televisión surcoreana emitida durante 2015 y protagonizada por Lee Dong Gun, Lee Yoo Ri y Lee Re. Fue trasmitida por tvN desde el 13 de marzo hasta el 2 de mayo de 2015, con una longitud de 16 episodios emitidos cada viernes y sábados a las 20:30 (KST). Está basada en el webtoon del mismo nombre, escrita por Lee Sang Hoon y Jin Hyo Mi publicada desde 2011 en línea.

## Argumento
Cha Mi Rae (Lee Yoo Ri) es médico y madre soltera, tiene una hija llamada Cha Sa Rang (Lee Re), todo va bien hasta que le diagnostican cáncer terminal y le informan que le queda un año de vida, por lo que decide buscar a su exnovio Han Yeol (Lee Dong Gun), un exjugador de béisbol. 
Mi Rae y Yeol tuvieron una relación hace una década, pero ella rompió con él para poder estudiar en el extranjero y porque no le creía lo que él le prometía para su futuro. Poco después, una grave lesión le obligó a retirarse del deporte, y Yeol se convirtió en el entrenador de rehabilitación de un equipo de béisbol de Grandes Ligas. Pese a todo Mi Rae está decidido a transformar al irritable Yeol en el mejor padre posible para su hija.

## Reparto

### Principal
- Lee Dong-gun como Han Yeol.[5]
- Lee Yoo Ri como Cha Mi Rae.
- Lee Re como Cha Sa Rang.

### Secundario
Relacionados con Han Yeol.
- Seo Ye Ji como Hwang Ji Hye.
- Kang Nam Gil como Han Man Ho.
- Kim Mi Kyung como Hwang Ji Woo.

Relacionados con Mi Rae
- Seo Jun Young como Shin Woo Hyuk.
- Lee Han-wi como Choi Nak-kwon.

Shinwoo Phoenix
- Jang Gwang como Entrenador Bang.
- Choi Min como Ryu Hyun Woo.
- Park Joo Hyung como Uhm Ki Tae.
- Choi Dae-chul como Shim Sang-hae.
- Jung Ji Ah como Jang Shi Eun.

### Otros
- Choi Kwon Soo como Lee Min Woo.
- Lee Young Eun como Um Bo Mi.
- Oh Joo Eun como Chae Yu Ra.
- Kim Hye-na como Min Mang Hae.[6]
- Han Young como Profesora.
- Jung Dong Kyu.

Apariciones especiales
- Sung Byung Suk.
- Kim Soo Hwan.
- Lee Hyo Bong.
- Heo Jung Min.
- Lee Sang Ah.
- Ji Dae Han.
- Kim Bo Bae.
- Yoo Ah Ra.
- Lee Do Yoon.
- Han Groo como Laura Jang.[7]
- Go In Bum.
- Seo Min Seo.

## Emisión internacional
- Hong Kong: TVB Korean Drama.
- Taiwán: Videoland Drama.